# Andalucía TV
|  | Per a altres significats sobre el canal internacional de RTVA, anteriormente llamado Andalucía Televisión, vegeu «Canal Sur Andalucía». |

Andalusia Televisión és el segon canal públic andalús gestionat per la RTVA. Des del 28 de febrer de 2015 ofereix una programació cultural, esportiva, educativa, infantil i d'informació complementària a la del generalista, Canal Sur Televisión. Andalucía Televisión va començar a emetre exclusivament en alta definició el 28 de febrer de 2018 en substitució de Canal Sur HD. En l'actualitat emet en definició estàndard.
Consta de programes de Canal Sur TV, i d'espais informatius, i esportius en emissió exclusiva com Andalusia al Dia, Tododeporte, La Noche al Día, així com retransmissions esportives i documentals. D'altra banda, el canal emet, també, el programa infantil La Banda del Sur.

## Audiència
| Any  | Gener | Febrer | Març    | Abril | Maig  | Juny  | Julio | Agost | Setembre | Octubre | Novembre | Desembre | Mitjana anual |
| ---- | ----- | ------ | ------- | ----- | ----- | ----- | ----- | ----- | -------- | ------- | -------- | -------- | ------------- |
| 2015 |       |        | 0,3 %** | 0,4 % | 0,4 % | 0,4 % | 0,4 % | 0,4 % | 0,3 %    | 0,3 %   | 0,3 %    | 0,4 %    | 0,3 %         |
| 2016 | 0,4 % | 0,4 %  | 0,5 %   | 0,4 % | 0,4 % | 0,5 % | 0,5 % | 0,5 % | 0,5 %    | 0,4 %   | 0,4 %    | 0,5 %    | 0,5 %         |
| 2017 | 0,5 % | 0,4 %  | 0,4 %   | 0,5 % | 0,4 % | 0,5 % | 0,5 % | 0,5 % | 0,5 %    | 0,5 %   | 0,4 %    | 0,4 %    | 0,5 %         |
| 2018 | 0,5 % | 0,3 %  | 0,6 %*  | 0,3 % | 0,4 % | 0,3 % | 0,4 % | 0,3 % | 0,4 %    | 0,3 %   | 0,3 %    | 0,3 %    | 0,4 %         |
| 2019 | 0,4 % | 0,4 %  | 0,4 %   | 0,6 % | 0,4 % | 0,3 % |       |       |          |         |          |          |               |